# Goodyera velutina
Goodyera velutina är en orkidéart som beskrevs av Carl Maximowicz och Eduard August von Regel. Goodyera velutina ingår i släktet knärötter, och familjen orkidéer. Inga underarter finns listade i Catalogue of Life.